# Liste der Ämter und Vogteien im Eichsfeld

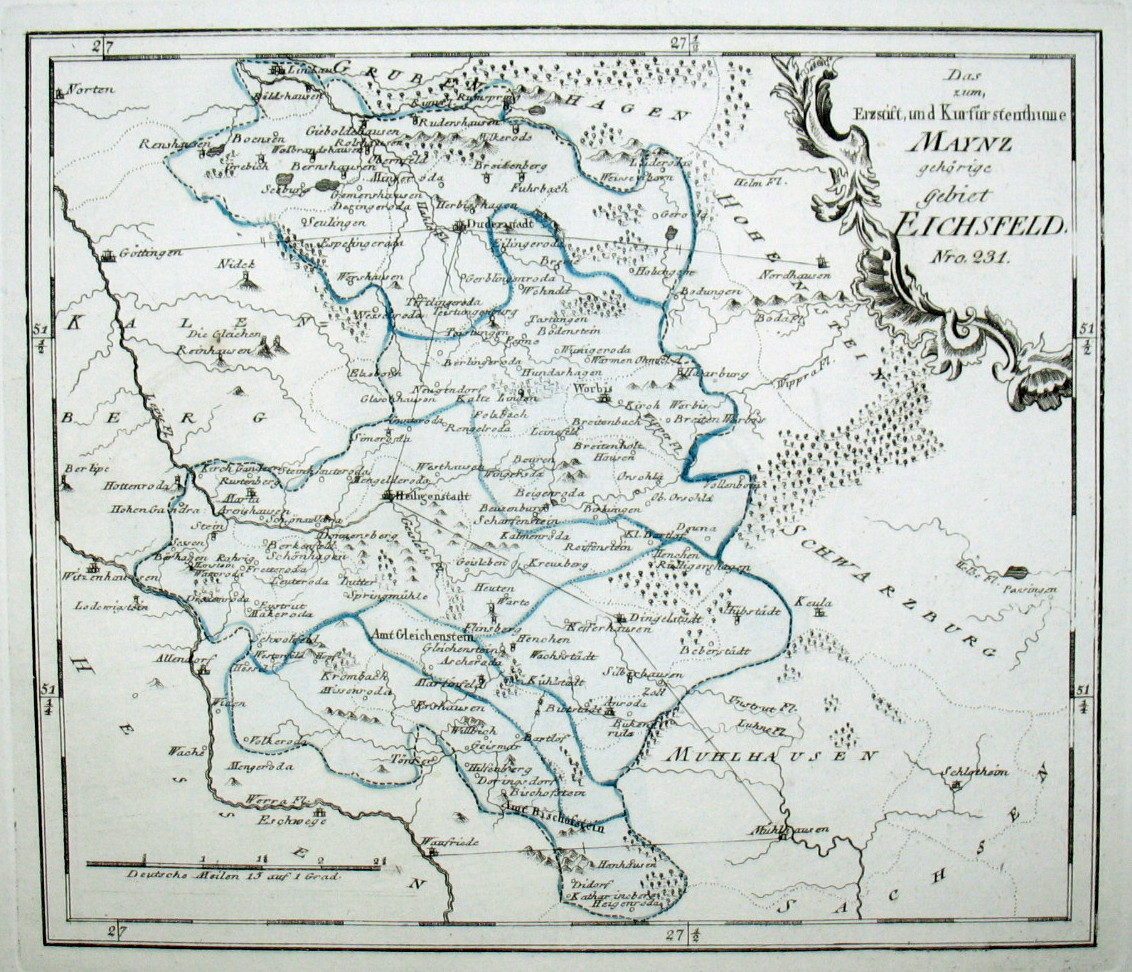
Historische Karte des Eichsfeldes von 1793

Die Liste der Ämter im Eichsfeld beschreibt die lokalen Verwaltungsstrukturen des kurmainzischen Eichsfeldes vor der Inbesitznahme durch das Königreich Preußen im Jahr 1802.

## Geschichte
Das Gebiet des heutigen Eichsfeldes gehörte im Frühmittelalter verschiedenen thüringischen (Eichsfeldgau, Germarmark, Wippergau, Ohmfeldgau) und sächsischen (Mark Duderstadt, Liesgau) Gauen an. Ab dem 9. Jahrhundert versuchte Kurmainz in dem Gebiet zwischen der Werra und dem Harz in Konkurrenz mit thüringischen, welfischen und hessischen Landesherren territorialen Besitz zu erwerben. In der Mitte des 16. Jahrhunderts waren die Gebietserweiterungen abgeschlossen und die territorialen Grenzen festgelegt.
Die recht weit entfernt von der Mainzer Zentralregierung gelegene Eichsfelder Exklave wurde von 1123 bis 1540 von einem Vizedom auf dem Rusteberg und von 1540 bis 1802 von einem Oberamtmann bzw. Statthalter in Heiligenstadt aus verwaltet. Bis ins 15. Jahrhundert wurden die Ämter häufig verpfändet oder an adlige Familien vergeben, danach wurden mehrheitlich Beamte als Ministeriale eingesetzt. Die einzelnen Ämter und Gerichte waren dem Oberamt unterstellt und bildeten gleichzeitig einen Gerichtsbezirk. Später setzten sich ie Ämter mehrheitlich aus folgenden Personen zusammen: dem Amtsvogt, dem Amtsrichter, dem Amtsaktuar, dem Amtsschreiber und dem Amtspedell. Neben den kurmainzischen Amtsvogteien gab es noch adlige und klösterliche Gerichtsbezirke.
Nach der endgültigen Inbesitznahme des Obereichsfeldes (1813) und des Untereichsfeldes (1866) durch das Königreich Preußen wurden die Ämter aufgelöst und durch neu geschaffene Landkreise ersetzt.

## Liste der Ämter und Vogteien
Die Liste enthält die kurfürstlichen Ämter und Vogteien, wie sie bis ans Ende des 18. Jahrhunderts bestanden haben, sowie einige größere adlige Gerichte und ein Klostergericht. Nicht aufgeführt wurde das kurmainzische Amt Treffurt, welches zwar vom Oberamt in Heiligenstadt mit verwaltet wurde, aber nicht zum Eichsfeld gehörte.
| Name                 | Vorherige Besitzer                                                                                    | Zugehörigkeit zu Kurmainz seit        | Geschichte | Gerichtsort (Richtstätte)                                  | Karte |
| -------------------- | --- | ------------------------------------- | --- | ---------------------------------------------------------- | ----- |
| Amt Rusteberg        | nicht genau bekannt                                                                                   | 9.–11. Jh. Schrittweise Inbesitznahme | Erste Besitzungen um Heiligenstadt (Vogtamt im 11. Jh.) 1123 erste Urkunde auf Burg Rusteberg Der Rusteberg war bis 1540 Sitz des Vizedomes         | Rusteberg (östlich vom Rusteberg)                          |       |
| Stift Gerode         | Grafen von Bielstein Grafen von Stade                                                                 | 1124                                  | | Kloster (Galgenberg nö von Weißenborn)                     |       |
| Gericht Hanstein     | Grafen von Northeim Welfen                                                                            | 1209                                  | Die Herren von Hanstein bauen die Burg Hanstein ab 1308 als erbliches Lehen neu auf Hansteinsches Patrimonial-Gesamtgericht                         | Burg, Gerbershausen, Wahlhausen (Galgenberg bei Oberstein) |       |
| Amt Gleichenstein    | Grafen von Gleichen zu Gleichenstein                                                                  | 1294                                  | Zum Amt gehörten die Klöster Zella und Anrode | Dingelstädt, Burg (Galgenstücke nw Wachstedt)              |       |
| Amt Scharfenstein    | Grafen von Gleichen                                                                                   | 1294                                  | Zum Amt gehörten die Klöster Beuren und Reifenstein Im 15. und 16. Jahrhundert gehörte das Pfandamt den Herren von Wintzingerode                    | Burg (Richteberg bei Beinrode?)                            |       |
| Amt Birkenstein      | Grafen von Gleichen                                                                                   | 1294                                  | das Amt existierte nur kurz und wurde dem Amt Scharfenstein zugeschlagen                                                                            |                                                            |       |
| Amt Bischofstein     | Gisonen Landgrafen von Thüringen Gottschalk von Plesse Herzöge von Braunschweig Herren von Hardenberg | 1326                                  | die Burg Stein war bereits vor 1250 im Besitz von Kurmainz                                                                                          | Stadt zum Stein (am Kälberberg)                            |       |
| Amt Gieboldehausen   | Graf Giso (?) Kloster Gandersheim Braunschweig-Grubenhagen                                            | 1342                                  | | Bernshausen                                                |       |
| Gericht Duderstadt   | Königlicher Besitz 974 Stift Quedlinburg 1237 Landgrafen von Thüringen 1247 Herzöge von Braunschweig  | 1342–1358                             | Zum Stadtgericht gehörten auch die umliegenden Dörfer der Mark Duderstadt, die die Stadt in ihren Besitz gebracht hatte                             | Stadtgericht, Vor dem Westertore, ? ( ? )                  |       |
| Amt Worbis           | Grafen von Lohra Herren von Beichlingen Landgrafen von Thüringen                                      | 1348–1373                             | 1547 mit dem Amt Harburg zum Amt Harburg-Worbis mit Sitz in Worbis vereinigt                                                                        | Burg? (Galgenhügel ö von Worbis)                           |       |
| Amt Harburg          | Grafen von Stade als Lehen an die Grafen von Gleichen und Landgrafen von Thüringen                    | 1124, 1342–1372                       | 1547 mit dem Amt Worbis zum Amt Harburg-Worbis mit Sitz in Worbis vereinigt                                                                         | ? (Galgenberg sü Hubenberg?)                               |       |
| Amt Greifenstein     | unbekannt                                                                                             | 1397                                  | 1461 an Herzog Wilhelm von Sachsen verpfändet ab dem 17. Jahrhundert dem Amt Bischofstein eingegliedert                                             | Burg (südlich von Pfaffschwende)                           |       |
| Amt Lindau           | Herren von Plesse 1322 Bischof Otto von Hildesheim                                                    | 1434–1521                             | Schrittweiser Erwerb des Schlosses und Amtes Lindau                                                                                                 | Burg (?)                                                   |       |
| Amt Harburg-Worbis   | | 1547                                  | mit Sitz in Worbis | Worbis (Galgenhügel ö von Worbis)                          |       |
| Gericht Bodenstein   | Herren von Bodenstein 1275 Welfen 1293 Grafen von Hohnstein 1337–1448 Herren von Wintzingerode        | 1573                                  | Streitigkeiten zwischen Kurmainz und Braunschweig um die Lehnshoheit über den Bodenstein nach dem 1593 erfolgten Tod des letzten Hohnsteiner Grafen | Burg B., Adelsborn, Wintzingerode ( ? )                    |       |
| Gericht Westernhagen | nicht genau bekannt Stift Quedlinburg Grafen von Lutterberg                                           | 14.–18. Jahrhundert                   | Inbesitznahme nicht genau bekannt | Burg Westernhagen?, Berlingerode (nö von Berlingerode)     |       |

## Stadtgerichte
Mit Verleihung der Stadtrechte in Heiligenstadt (1227), Duderstadt (1247 mit 11 Dörfern) und Worbis (1255) erhielten diese nicht nur mehr Rechte, sondern auch eine eigene Gerichtsbarkeit, mit einem Stadtschultheiß an der Spitze. Er war der städtische Vertreter der Mainzer Kurfürsten und wurde von diesen eingesetzt. Daneben existierte der Stadtrat mit dem jeweiligen Bürgermeister.

## Klostergerichte
Weitere klösterliche Gerichtsbezirke bestanden für die Klöster, deren Befugnisse durch den Bauernkrieg und die Reformationswirren zeitweise eingeschränkt waren:
- Anrode für Bebendorf, Bickenriede
- Kloster Beuren
- Reifenstein für Hausen, Kallmerode, Kleinbartloff
- Teistungenburg für Böseckendorf
- Zella für Effelder, Struth

## Adlige Gerichte
Im Eichsfeld gab es neben den oben erwähnten größeren Gerichtsbezirken auch zahlreiche kleinere adlige Gerichte (Gerichtsort/Richtstätte):
- von Bodenhausen für Freienhagen, Rohrberg, Streitholz, zeitweise 1/2 Schachtebich(Rohrberg/Heinebrink)
- von Bodungen für Martinfeld (Martinfeld/Galgenberg ö. Martinfeld)
- von Bültzingsleben für Bischhagen, Glasehausen, Schönau (Glasehausen/?)
- von Hagen, danach von Görz für Vollenborn
- von Hagen-Deuna für Deuna (Deuna/?)
- von Hagen-Hüpstedt für Hüpstedt (Hüpstedt/Galgenberg s. Hüpstedt)
- von Hanstein-Schachtebich für Schachtebich (Schachtebich/?)
- von Hanstein-Töpfer für Lehna, Großtöpfer (Großtöpfer/w. Geismar?)
- Keudell später von Offirt für Hildebrandshausen (Hildebrandshausen/Galgenrain sö Hildebrandshausen)
- von Knorr für Neuendorf (Neuendorf/?)
- von Linsingen für Birkenfelde, Burgwalde (Birkenfelde/?)
- von Tastungen, danach von Ostein für Bernterode, Kalteneber 1/2, Dieterode 1/2 (Bernterode/Galgenberg nö von Bernterode)
- Schwarzburg-Sondershausen für Gerterode, Deuna 1/2, Orschel 1/2 (Unterbergisches Gericht/?)
- von Weyers für Steinheuterode, Volkerode (?/Auf dem Galgen bei Volkerode)

## Sonstige Gerichte
Für Niederorschel bestand ab 1563 ein Gesamtgericht der Herrschaften Kurmainz, Schwarzburg-Sondershausen und Hagen. Reinholterode unterstand ebenfalls 3 Gerichten, Kalteneber zur Hälfte denen von Ostein und das Kloster Beuren hat die halbe Gerichtsbarkeit über Wingerode. Die Herren von Harstall hatten die halbe Gerichtsbarkeit über Diedorf und Katharinenberg.